# Tarantula (powieść)
Tarantula (org. Mygale) – powieść  Thierry Jonqueta opublikowane po raz pierwszy w 1984 roku. Utwór znany w Polsce także pod alternatywnym tytułem Czarna wdowa.
Na jej podstawie Pedro Almodóvar zrealizował w 2011 roku film Skóra, w której żyję.

## Treść
Fabuła koncentruje się wokół trzech postaci.
Richard, wybitny chirurg, przetrzymuje u siebie w rezydencji tajemniczą kobietę, Ewę. Poddaje ją fizycznemu i emocjonalnemu poniżeniu.
Druga postać, Alex, to złodziej, ukrywający się po ostatnim skoku, w czasie którego zabił policjanta.
Vincent natomiast jest młodym studentem, rozpamiętującym swoje porwanie i uwięzienie przez tajemniczego mężczyznę, którego nazywa "Tarantulą". Mężczyzna zmienia jego płeć oraz zmusza do uprawiania prostytucji.
Okazuje się, że "Tarantulą" jest Richard, Vincent to Ewa po operacji zmiany płci. Porwanie i poniżanie go miało być zemstą chirurga za brutalne zgwałcenie jego córki. Z czasem między porywaczem i ofiarą zaczyna rodzić się dziwna prawie erotyczna więź.
Tymczasem Alex porywa Ewę, którą bierze za żonę chirurga, by szantażem zmusić Richarda do pomocy w ucieczce. Wówczas wszystko wychodzi na jaw...